# 褐梨
褐梨（学名：Pyrus phaeocarpa）为蔷薇科梨属下的一个种。

## 扩展阅读
維基物種上的相關：褐梨